# عبداللطیف صلاح
عبداللطیف صلاح (انگلیسی: Abdulateef Salah؛ زادهٔ ۲۳ مارس ۱۹۹۲) یک ورزشکار است.